# .bj
.bj為贝宁國家及地區頂級域（ccTLD）的域名，於1996年1月18日啟用。管理部門是貝寧Stations與電信辦公室。如果要註冊該域名，個人和實體必須有聯絡人位於贝宁。

## 外部連結
- IANA .bj whois information（页面存档备份，存于）